# Santuario di Sant'Antonio da Padova (Bannio Anzino)
La chiesa parrocchiale di Anzino, di cui è titolare San Bernardo da Mentone, è anche santuario di Sant'Antonio da Padova, confermato patrono di Anzino dalla Sacra Congregazione dei riti, con decreto datato 13 maggio 1908. Il vescovo di Novara, Mons. Antonio Tornielli, con proprio decreto del 26 luglio 1640, eresse la nuova parrocchia di Anzino, separandola da quella di Bannio. Conseguentemente, l'oratorio di San Bernardo da Mentone, che già esisteva nel secolo antecedente, come appare dal sinodo del Vescovo Mons. Cesare Speciano del 15 maggio 1590, divenne la chiesa parrocchiale. Fu ampliata nel 1801 e restaurata nel 1851, nuovamente ampliata nel 1881 e decorata nel 1885. Fu consacrata il 1º ottobre 1855 dal vescovo di Novara Mons. Giacomo Filippo Gentile. Il portico ed il piazzale antistanti furono ampliati nell'anno 1802. Nel 1927 fu nuovamente dipinta dall'anzaschino Giuseppe De Giorgi e, contemporaneamente, fu ultimata la facciata e costruita la grotta di Lourdes, nello spazio fino allora adibito a battistero. Nel 1677 fu costruito il campanile. La devozione a Sant'Antonio da Padova pare che sia nata con la fondazione dello stesso paese di Anzino. Motivo d'orgoglio degli anzinesi è il santuario di Sant'Antonio, meta di pellegrini dalle vicine valli dell'Ossola, dalla Valsesia, dal Verbano e dal Cusio. Alla festa del 13 giugno, Anzino aggiunge anche una ricorrenza legata al retaggio della sua storia. Pare, infatti, che gli anzinesi, che già dal tardo Cinquecento emigravano a Roma per sfuggire alla povertà, avessero ottenuto un buon successo economico dal commercio dei vini. Un successo che vollero condividere con i paesani rimasti in Anzino e con il loro protettore Sant'Antonio da Padova, tanto che commissionarono al pittore della famiglia Borghese, un quadro per la chiesa del paese. La pala, di pregevole fattura, che rappresenta al centro l'apparizione di Gesù Bambino a Sant'Antonio e intorno i suoi miracoli, fu portata solennemente in paese nel gennaio 1669. La leggenda narra che all'arrivo del quadro, sui prati sbocciarono i gigli. Subito la notizia si diffuse e la gente cominciò a venire in pellegrinaggio. Da allora, ogni ultima domenica di gennaio, il paese celebra solennemente Sant'Antonio e l'arrivo del suo quadro.

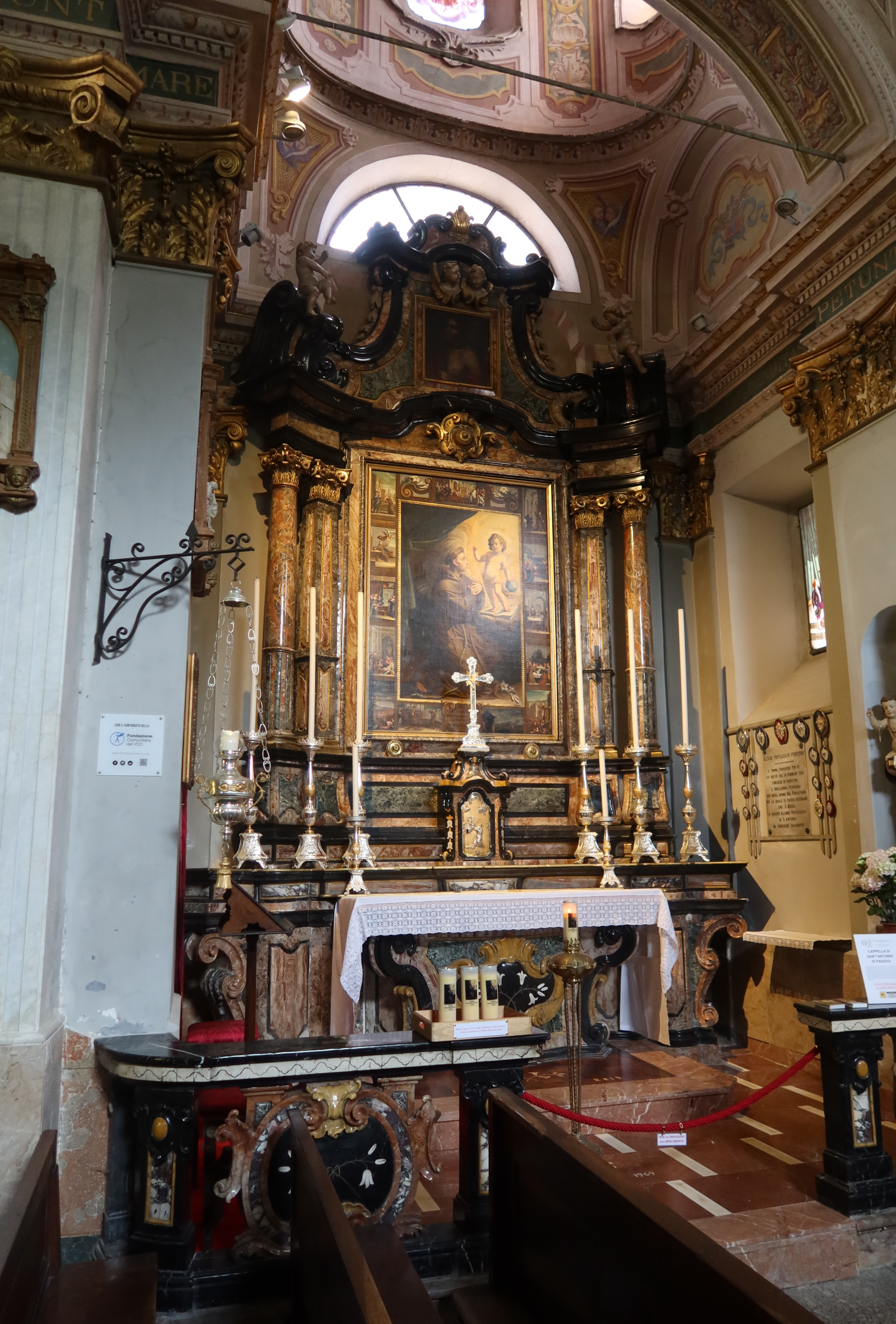
Altare di S. Antonio di Padova nel Santuario di Anzino

Presso il Santuario è presente anche una Confraternita del SS. Sacramento, che presta il servizio liturgico nelle principali solennità dell'anno, il cui "sacco" (abito) è composto da una veste di colore blu e una mozzetta di colore rosaceo.